# Porto de Itaguaí
O Porto de Itaguaí é um porto localizado no estado do Rio de Janeiro, no Brasil. Adjacente à capital fluminense, foi inaugurado no dia 7 de maio de 1982. É um dos maiores e mais modernos portos da América Latina.
Pretende ser o primeiro Hub Port, ou seja, Porto Concentrador de Cargas, do Atlântico Sul. Sua importância econômica na região da Costa Verde se faz presente de forma direta, gerando empregos, e de forma indireta, atraindo indústrias que necessitam receber e enviar cargas. Graças a isso, tem estimulado o desenvolvimento da economia local.
No intuito de buscar a otimização quanto ao aproveitamento de suas potencialidades, a Autoridade Portuária iniciou, em parceria com a iniciativa privada, a implantação de novos terminais, como Sepetiba Tecon (Terminal de Contêineres), Companhia Siderúrgica Nacional (Terminal de granéis sólidos), Companhia Portuária Baía de Sepetiba (Terminal de minério) e Valesul (Alumínio).

## Histórico
O Porto de Sepetiba foi inaugurado no dia 7 de maio de 1982, com a operação, à época, dedicada à descarga de alumina para a Valesul e carvão para a Companhia Siderúrgica Nacional.
Em 1973, o governo do então estado da Guanabara, promoveu estudos para implantação do Porto de Sepetiba, destinado a atender, principalmente, ao complexo industrial de Santa Cruz, situado na zona oeste do Rio de Janeiro. 
Com a fusão dos estados da Guanabara e do Rio de Janeiro, em 15 de março de 1975, a implantação do porto ficou a cargo da Companhia Docas do Rio de Janeiro, autoridade portuária do Rio de Janeiro. A CDRJ escolheu o município de Itaguaí para instalar o porto. 
As obras foram iniciadas em 1976, com a execução de acessos e fundações do píer de carvão. No ano seguinte, tiveram início as obras de dragagem do canal de acesso, enrocamento e aterro hidráulico.

## Polêmica do nome
O porto tinha o seu nome original, "Porto de Sepetiba", por conta da baía onde ele se situa, a Baía de Sepetiba, porém havia alguma confusão nesse caso, pois Sepetiba também é o nome de um bairro da cidade do Rio de Janeiro, o que fazia a alguns pensar que o porto se situa no Bairro de Sepetiba (que também é costeiro e está situado na mesma baía).
Isso causava aos moradores de Itaguaí um certo descontentamento, pois era interessante ter uma associação direta entre o nome da cidade e sua maior fonte econômica. Uma campanha para a mudança do nome para "Porto de Itaguaí" foi feita e a prefeitura atual passou a usar, como slogan, a frase: "Itaguaí, cidade do porto".
Em 2006, teve seu nome trocado definitivamente para Porto de Itaguaí, segundo projeto de lei sancionado pelo presidente Luiz Inácio Lula da Silva. A despeito disso, a maior parte da população da cidade e os meios de comunicação continuam a chamá-lo pelo nome antigo.

## Rodovias de acesso
As principais ligações da atual malha rodoviária são as rodovias federais BR-101 (Rio-Santos), BR-116 Presidente Dutra), BR-040 (Rio-Juiz de Fora) e BR-465 (antiga Rio-São Paulo) e as rodovias estaduais RJ-099 e RJ-105.
A BR-101 é o acesso principal ao Porto de Sepetiba. A partir dela, na direção sul, acessam-se as regiões de Angra dos Reis e a Baixada Santista e, na direção norte, a Avenida Brasil.
Na Avenida Brasil, através da BR-465, antiga Rio-São Paulo chega-se à rodovia Presidente Dutra (BR-116), principal ligação entre as regiões Sul, Sudeste e Nordeste, e através da BR-040 (Rio-Juiz de Fora), faz-se a ligação com os estados de Minas Gerais, Goiás e Distrito Federal, permitindo-se atingir as regiões Centro-Oeste e Norte.
As principais rodovias de ligação, a BR-116 e a BR-040, foram privatizadas em regime de concessão e são de pista dupla pavimentada. A Rodovia estadual RJ-099 faz a ligação entre a BR-101 e a antiga Rio-São Paulo, funcionando como uma via de acesso ao município de Itaguaí. A RJ-105 liga a antiga estrada Rio-São Paulo, através dos municípios de Nova Iguaçu e Belford Roxo (RJ), à BR-040 (Rio-Juiz de Fora). Terá papel fundamental na conexão do porto com a malha rodoviária, a rodovia BR-493, em construção, ligando a RJ-099 até a BR-040, contornando a região Metropolitana do Rio de Janeiro e descongestionando os acessos ao Porto de Sepetiba.

## Ferrovias
O Porto de Itaguaí é atendido pela empresa MRS Logística S/A. O acesso ferroviário direto ao Porto de Sepetiba é feito a partir do pátio de Brisamar, próximo à cidade de Itaguaí, numa extensão de 1,5 Km em linha tripla. A partir da estação Brisamar, as linhas férreas em bitola larga (1,60 m) interligam-se com a Malha Sudeste da MRS Logística S/A, atendendo em particular ao triângulo São Paulo, Rio de Janeiro e Belo Horizonte 
Dentro da Malha Sudeste, o ramal Japeri – Brisamar, com 32,9 quilômetros de extensão, é de especial importância para o atendimento ao Porto de Sepetiba. o qual também atende ao Terminal de Guaíba, em Mangaratiba, da empresa Minerações Brasileiras Reunidas - MBR. A partir de Japeri, a linha tronco Rio – São Paulo, interliga as regiões metropolitanas dessas cidades e atravessa todo o vale do Paraíba.
O estado do Rio de Janeiro é atendido por ramais das empresas MRS Logística S/A e Ferrovia Centro – Atlântica S/A – FCA. A Malha Centro–Leste de bitola estreita (1,00 metro), arrendada à Ferrovia Centro-Atlântica, atende aos estados de Minas Gerais, Bahia e Goiás e ao Distrito Federal. Conexões interferroviárias são realizadas através da Rumo Logística a partir de São Paulo e Jundiaí, atendendo a todo o interior do estado de São Paulo, e de duas outras empresas que operam na região Centro – Oeste.

## Marítimo

### Canal de acesso
O Canal de Acesso (Carta 1623), estende-se desde a Ponta dos Castelhanos na Ilha Grande e a Ponta do Arpoador na Restinga de Marambaia por cerca de 22 milhas com profundidade média de 22 metros e variando entre 300 e 180 metros de largura. Se considerarmos como referencial a Ilha Guaíba, o canal se estenderá por 12 milhas com largura variando entre 200 e 180 metros e 15 metros de profundidade mínima, através do canal sul de Martins.

## Movimentação de cargas
Em 2021, o porto de Itaguaí movimentou 51,7 milhões de toneladas, o segundo maior porto público em movimentação de cargas.
44,8 milhões de toneladas movimentadas foram de minério de ferro, o que corresponde a 87% do total movimentado, sendo o maior porto público em embarque de minério de ferro no país. O minério de ferro tem origem em Minas Gerais é transportado por ferrovias.
Há também significativo volume movimentado de contêineres, tanto de longo curso, quanto de cabotagem, além de importação de carvão e coque.